# Versteviging
- 1: Treksterkte σUTS
- 2: Vloeigrens σY
- 3: Breuk
- 4: Verstevigings-gebied
- 5: Insnoerings-gebied
- A: Nominale spanning (F/A0)
- B: Ware spanning (F/A)
- rood: Nominale curve
- blauw: Ware curve

Versteviging is een verhoging van de sterkte die optreedt wanneer een materiaal koud vervormd wordt.
De oorzaak ligt in dislocaties, die zich verplaatsen en vastzetten. Hierdoor bieden ze weerstand tegen afschuiving op microscopische schaal en daarmee tegen deformatie op macroscopische schaal. Het effect kan gewenst zijn. Bepaalde soorten staal worden koud gewalst om ze te verstevigen. Het effect kan ook ongewenst zijn. Koude vervorming kan een materiaal sterker, maar meer gevoelig voor breuk maken. In dergelijke gevallen wordt het stuk na vervorming gegloeid om het meer ductiliteit te geven. Bij sterke vervormingen zoals dieptrekken kan ook tussengloeien nodig zijn. Als men de grote vervorming koud in één stap zou doorvoeren, dan zou het materiaal kunnen scheuren. In zo'n geval zal men eerst gedeeltelijk vervormen, dan tussengloeien om de versteviging weg te werken en dan pas de volgende stap koud vervormen.

Versteviging door dislocaties die zich vastzetten en weerstand bieden tegen afschuiving.